# جائزة كندا الكبرى 1961
جائزة كندا الكبرى 1961 (بالإنجليزية: 1961 Canadian Grand Prix)‏ هو سباق فورمولا 1
أقيم بتاريخ 30 سبتمبر 1961 في كندا، وأحد سباقات بطولة العالم لسباقات الفورمولا واحد موسم 1961، وكان أول المنطلقين ستيرلنغ موس.
فاز بالمركز الأول  بيتر ريان، وكان صاحب أسرع لفة ستيرلنغ موس.